# Моора, Харри Альбертович
Харри Альбертович Мо́ора (эст. Harri Moora, 2 марта 1900, Эхавере, Йыгевамаа — 2 мая 1968, Таллин) — эстонский и советский археолог и историк.

## Биография
В 1925 году окончил Тартуский университет по специальности «археология», с 1927 года преподавал там же. 
В 1930 году возглавил Археологический музей в Тарту, в том же году стал профессором древней истории и археологии в Тартуском университете, в 1938 году получил докторскую степень. Профессорскую должность он сохранял до 1942 года, когда во время нацистской оккупации Эстонии был переведён на работу в Таллин в качестве заместителя директора Исторического музея, а в 1944 году был арестован нацистами.
Будучи освобождён из заключения после освобождения Эстонии советскими войсками, вернулся к работе в Тартуском университете, занимая должность профессора до 1950 года. С 1936 по 1950 год он был председателем Эстонского научного общества, с 1958 года — членом Международного союза истории науки. С 1947 по 1957 год возглавлял Эстонскую академию археологии. В 1957 году был назначен заведующим сектором археологии и этнографии института истории АН Эстонской ССР, занимая эту должность до последних дней жизни. В том же году стал академиком АН Эстонской ССР.
Основные его научные работы посвящены возникновению классового общества на территории современной Прибалтики, городищам Эстонии, историко-культурным областям и районам Прибалтики, этногенезу прибалтийских народов, археологии железного века Прибалтики.
В период существования независимой Эстонии был награждён Крестом Свободы, при советской власти — орденом «Знак Почёта».
Жил в Таллине, бульвар Ленина, «Дом академиков» (мемориальная доска). Жена, Алийзе Моора, занималась этнографией.
Вошёл в составленный в 1999 году по результатам письменного и онлайн-голосования список 100 великих деятелей Эстонии XX века.